# The Plague That Makes Your Booty Move...It's the Infectious Grooves
The Plague That Makes Your Booty Move...It's the Infectious Grooves – debiutancki album grupy Infectious Grooves, wydany 9 października 1991 roku. Drugi utwór został nagrany przy współudziale Ozzy’ego Osbourne’a.

## Lista utworów
1. "Punk It Up" (Muir/Trujillo)
2. "Therapy" (Muir/Trujillo)
3. "I Look Funny?" (Muir/Sarsippius)
4. "Stop Funk'n With My Head" (Dunn/Muir/Trujillo)
5. "I'm Gonna Be My King" (Dunn/Muir/Trujillo)
6. "Closed Session" (Muir/Sarsippius)
7. "Infectious Grooves" (Dunn/Muir/Trujillo)
8. "Infectious Blues" (Muir/Trujillo)
9. "Monster Skank" (Muir/Trujillo)
10. "Back to the People" (Infectious Grooves)
11. "Turn Your Head" (Muir/Sarsippius)
12. "You Lie...And Yo Breath Stank" (Muir/Trujillo)
13. "Do the Sinister" (Muir/Trujillo)
14. "Mandatory Love Song" (Muir)
15. "Infecto Groovalistic" (Muir/Trujillo)
16. "Thanx But No Thanx" (Muir/Sarsippius)

## Twórcy
- Mike Muir – śpiew, produkcja
- Robert Trujillo – gitara basowa, produkcja
- Stephen Perkins – instrumenty perkusyjne
- Scott Crago – instrumenty perkusyjne
- Rocky George – gitara
- Dave Kushner – gitara
- Dean Pleasants – gitara
- Adam Siegel – gitara
- Phil Kettner – gitara
- Dave Dunn – instrumenty klawiszowe
- Ozzy Osbourne – śpiew (w drugim utworze)
- Greg Calbi – mastering
- Mark Dodson – produkcja, miksowanie
- Kenny Komisar – produkcja
- Joel Zimmerman – kierownictwo artystyczne